# Sieben Marksteine
Die Sieben Marksteine sind eine Steinsetzung im südöstlichen Dunkelsteinerwald im Mostviertel in Niederösterreich.
Bei dem im Gemeindegebiet von Paudorf befindlichen Gebilde handelt es sich um 16 unbehauene, aus den Waldboden ragende Steine aus Granulit und Gneis mit einer Höhe zwischen 40 und 120 Zentimeter, die in zwei leicht gekrümmten Reihen platziert wurden. Herkunft und Bedeutung sind ungeklärt. In manchen Beschreibungen scheinen sie als keltische Kultstätte auf. Diesbezügliche Belege konnten aber noch nicht erbracht werden; evident ist lediglich, dass die Steinformation keinen natürlichen Ursprung hat.
Die Sieben Marksteine befinden sich beim Kremser Steig, einer alten Wegverbindung zwischen Krems an der Donau und Sankt Pölten, die zwischen Mautern an der Donau und Wölbling durch den Dunkelsteinerwald führt.